# Ernest Henry Wilson

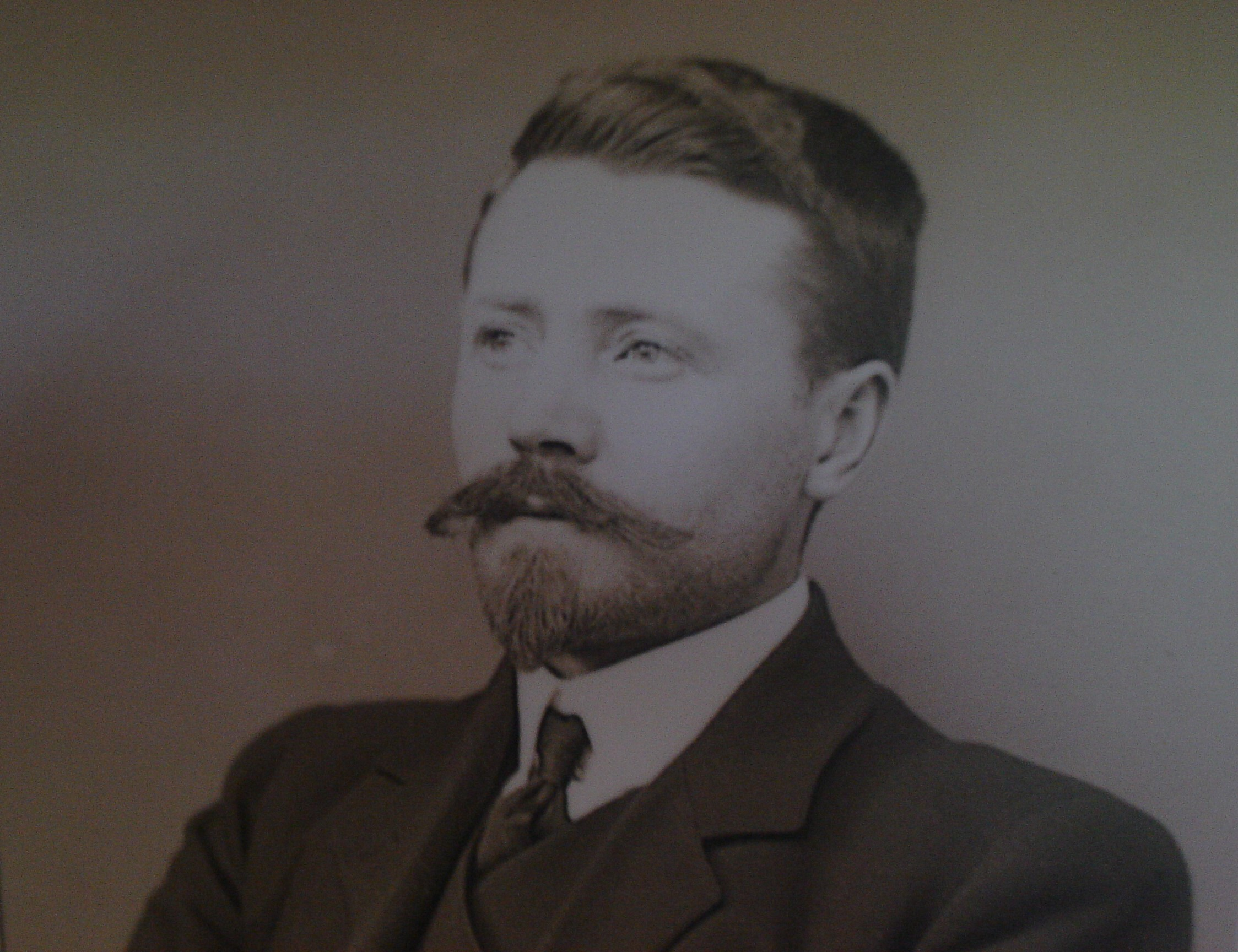
Ernest Henry Wilson

Ernest Henry Wilson (* 15. Februar 1876 in Chipping Campden, Großbritannien; † 15. Oktober 1930 in Worcester (Massachusetts), USA) war ein englisch-amerikanischer Botaniker und Pflanzenjäger. Sein offizielles botanisches Autorenkürzel lautet „E.H.Wilson“.
Er erforschte vor allem Chinas Pflanzenwelt und brachte den Taubenbaum (Davidia involucrata) nach England sowie Kirschbäume und Azaleen aus Japan.

## Biografie
Wilson wurde in Chipping Campden geboren, einem Dorf in den Cotswolds in Gloucestershire, und begann mit sechzehn Jahren eine Gärtnerlehre in Solihull, wechselte zum Birmingham Botanic Garden in Edgbaston und kam am Birmingham Technical College schließlich näher mit der botanischen Theorie in Kontakt.
Der „Queen's Prize for Botany“ ermöglichte ihm ein Diplom in Kew Gardens, und obwohl er eigentlich Lehrer werden wollte, wurde er von seinem Vorgesetzten Thiselton-Dyer als Botaniker für eine China-Expedition empfohlen. In China gab es schon sehr früh eine hochentwickelte Gartenkunst. Der Auftraggeber war die Gärtnerei Veitch and Sons in Coombe Wood, die auf ihren bisherigen Entdeckungsfahrten sehr erfolgreich gewesen war. Sie hatte Kontakt zu dem schottischen Amateurbotaniker Augustine Henry (1857–1930), der als Medizinalbeamter in Ichang stationiert war und aus Langeweile mit dem Pflanzensammeln begonnen hatte. Er hatte über 500 neue Arten, 25 neue Gattungen und eine neue Familie entdeckt und als Herbarbelege nach Kew verschickt. Er bot jedem Pflanzensammler an, ihm vor Ort behilflich zu sein.
An Bord der „Pavonia“ segelte Wilson nach Amerika, fuhr mit der Eisenbahn nach San Francisco und von dort weiter per Schiff nach Westen. Von Hanoi im damaligen französischen Indochina ging es mit dem Schiff weiter nach Hongkong, wo er Henry traf. Doch die vollmundig versprochene Hilfe erwies sich als ein Papierfetzen, auf den eine einfache Landkarte gekritzelt war, die ein Gebiet von 52.000 Quadratkilometer umfasste. An einer Stelle war ein einzeln stehender Taubenbaum eingezeichnet.
Trotz allem plante Wilson seine Reise; schließlich fand er auch die entsprechende Stelle – dort stand ein neu gebautes Holzhaus neben dem Stumpf des Taubenbaumes.
Wilson war 21.000 Kilometer vergebens gereist und zog sich resigniert nach Ichang zurück. Er entdeckte eine Kletterpflanze mit essbaren Früchten (Actinidia chinensis, Kiwi), und schließlich, etwa einen Monat nach dem Taubenbaum-Fiasko, ein Exemplar in voller Blüte. Er konnte viele Samen nach England schicken, dazu auch die anderer Gehölze wie Zimt-Ahorn (Acer griseum), Acer oliverianum, Abies fargesii, Betula albosinensis, Viburnum-Arten, mehrere Clematis, die heute beliebte Kletterpflanzen in heimischen Gärten sind, Lonicera tragophylla, Rhododendren und Kamelien. Eine Pfingstrose (Paeonia "Miss Willmott") benannte er nach Ellen Willmott.
1902 traf Wilson wieder in England ein, und Veitch war so begeistert, dass er ihm eine goldene Uhr schenkte. Es wurde aber bekannt, dass der Franzose Paul Guillaume Farges bereits 1897 Taubenbaum-Samen nach Paris mitgebracht und einen von ihnen zum Keimen gebracht hatte. Das verkaufsfördernde Prädikat „eingeführt von ...“ musste zurückgezogen werden.
Nach seiner Heirat mit Helen Ganderton brach Wilson 1903 wieder nach China auf. Er hatte sich vorgenommen, den gelben Scheinmohn Meconopsis integrifolia in Tibet ausfindig zu machen, und begab sich von Kiating (heute Leshan) aus ins Wa-Shan-Gebirge. Er sammelte rund 200 Arten, reiste weiter Richtung Lhasa und stieß eines Morgens auf große Felder gelber Meconopsis-Blüten. Eine große Sensation in den Gärten wurde die Königslilie (Lilium regale), die er im Tal des Min entdeckte, schließlich auch den roten Scheinmohn Meconopsis henrici, weitere Rhododendren und Rosa moyesii.
Nach seiner Heimkehr, er litt mittlerweile unter starker Erschöpfung, bedachte sein dankbarer Auftraggeber ihn mit einer goldenen, diamantbesetzten Anstecknadel in Form einer Scheinmohnblüte.

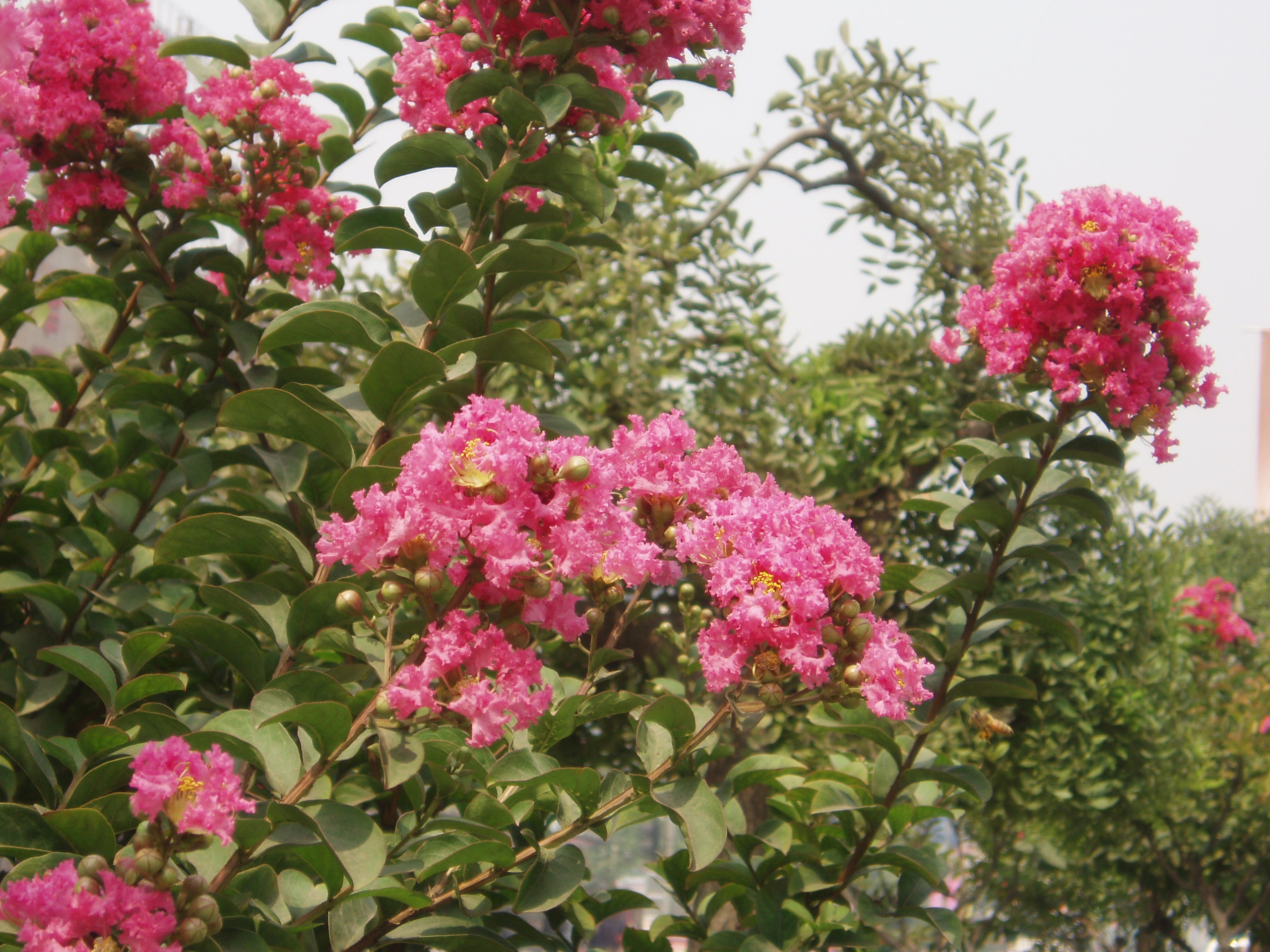
Eine Chinesische Lagerströmie (Lagerstroemia indica)

1906 machte er sich wieder auf den Weg, diesmal im Auftrag des Arnold-Arboretums in Boston unter Charles Sprague Sargent, der ihn drängte, einen Fotoapparat mitzunehmen. Seine Bilder von Menschen und Landschaft belegen, dass er Talent zum Fotografieren hatte. Ellen Willmott steuerte 200 Pfund zu den Kosten der Expedition bei. Mit seiner bewährten Crew in Ichang brach er auf, um in Jianxi zu sammeln. In einem Hofgarten in Chengdu fand er prächtige Lagerströmien (Lagerstroemia indica); zu seiner weiteren Ausbeute gehörten Koniferen, Magnolien-Arten, Acer wilsonii und ein Hartriegel (Cornus kousa var. chinensis). Mit der Transsibirischen Eisenbahn trat er den Heimweg an und siedelte dann mit seiner Familie nach Boston über, um die Organisation seiner Herbarsammlung am Arnold-Arboretum zu überwachen. In der Bostoner Gesellschaft war er sehr angesehen, man nannte ihn „Chinese Wilson“, worauf er sehr stolz war.
1910 trat er zu seiner vierten Reise an; diesmal waren besonders Koniferen und Königslilien gefragt (die Ausbeute der zweiten Reise war stark verschimmelt in England angekommen). In Nordchina fand er Syringa julianae, im Mintal riesige Felder blühender Königslilien. Bei der „Ernte“ der Bestände, die gelegentlich als gewaltige Plünderung oder Raubzug bezeichnet wurde, verwüstete er das Tal und brachte über 6000 Zwiebeln nach Europa. Auf einem schmalen Bergpfad wurde er von Steinschlag getroffen und stürzte von einem Felsen, wobei ihm das Bein zerschmettert wurde; er war nun mehrere Monate außer Gefecht und schickte sein Team ohne ihn los. Die Verletzung heilte nie ganz aus und er humpelte den Rest seines Lebens; er sprach von seinem „Liliengehumpel“. Die Expedition brachte unter anderem die Min-Tanne (Abies recurvata) mit, die Schuppenrindige Tanne (Abies squamata), einen Ahorn (Acer maximowiczii) und einen Bambus (Sinarundinaria murielae, benannt nach Wilsons Tochter Muriel).
Die Identifikation der Herbarbelege ergab, dass er vier neue Gattungen, 382 neue Arten und 323 Varietäten entdeckt hatte. Er arbeitete wieder für Singer in Boston und schrieb ein Buch über seine Reisen, A Naturalist in Western China (1913).
Die nächste Reise führte Wilson nach Japan; er wollte Kirschbäume und Koniferen sammeln – diesmal begleiteten ihn auch seine Frau und seine Tochter, die der vielen Trennungen offenbar überdrüssig geworden waren: Helen war die erste Frau eines englischen Pflanzensammlers, die ihren Mann auf einer Expedition begleitete. Da Wilson nach seiner Rückkehr aufgrund seiner Verletzung nicht zum Kriegsdienst in den Ersten Weltkrieg eingezogen wurde, konnte er weiterarbeiten und Bücher schreiben.
Die Familie Wilson brach im Januar 1917 zur sechsten und letzten Reise auf, wieder nach Japan und weiter nach Korea. Gesammelt wurden Ahorn- und Fliederarten, die koreanische Scheinkamelie Stewartia koreana, der Korea-Lebensbaum (Thuja koraiensis) und weitere Ziergehölze. In Kurume besichtigte er eine Azaleengärtnerei und war angesichts der 250 Sorten überwältigt. Die Kurume-Azaleen waren Wilsons größter Erfolg, wenn es nach der Beliebtheit in den Gärten der Bürger geht. „Wilson’s Fifty“, genau genommen eine Sammlung von 51 Varietäten, wurden auch in Großbritannien berühmt.
1927 wurde Wilson der Nachfolger Sargents als Direktor des Arnold-Arboretums in Boston. 1929 wurde er in die American Academy of Arts and Sciences gewählt. 1930 heiratete Muriel; auf der Heimfahrt von der Hochzeit kamen Helen und Ernst Henry bei einem Autounfall ums Leben.

## Ehrungen
1906 ehrte ihn der Veitch Memorial Trust mit der Veitch Memorial Medal.
Nach E.H.Wilson ist die Pflanzengattung Sinowilsonia Hemsl. aus der Familie der Zaubernussgewächse (Hamamelidaceae) benannt. Die Pflanzengattung Rehsonia Stritch aus der Familie der Hülsenfrüchtler (Fabaceae) ehrt ihn und Alfred Rehder. Seine Frau, Helen Wilson, ehrte er mit dem Pflanzennamen Rosa helenae; seine Tochter Muriel durch Sinarundinaria murielae (heute Fargesia murielae).

## Werke
- mit Charles Sprague Sargent: A naturalist in western China, with vasculum, camera, and gun; being some account of eleven years' travel, exploration, and observation in the more remote parts of the Flowery kingdom. London 1913 doi:10.5962/bhl.title.12039, doi:10.5962/bhl.title.39883
- Plantae Wilsonianae: an enumeration of the woody plants collected in western China for the Arnold arboretum of Harvard university during the years 1907, 1908, and 1910. Cambridge University Press, Cambridge 1913–1917 doi:10.5962/bhl.title.191, doi:10.5962/bhl.title.20285, doi:10.5962/bhl.title.33536
- The conifers and taxads of Japan. Cambridge University Press, Cambridge 1916, doi:10.5962/bhl.title.17457
- Aristocrats of the garden. Doubleday, Page & company, Garden City 1917 doi:10.5962/bhl.title.54966, doi:10.5962/bhl.title.31058, doi:10.5962/bhl.title.40609
- The romance of our trees. Garden City 1920, doi:10.5962/bhl.title.55462, doi:10.5962/bhl.title.25560
- mit Alfred Rehder: A monograph of azaleas. Rhododendron subgenus Anthodendron. Cambridge University Press, Cambridge 1921 doi:10.5962/bhl.title.25818, doi:10.5962/bhl.title.51369, doi:10.5962/bhl.title.55595
- The lilies of Eastern Asia. 1925.
- America's greatest garden. 1925 (Digitalisat)
- Plant hunting. 1927.
- China, mother of gardens. 1929[5]